# Cyrtophleba pollyclari
Cyrtophleba pollyclari är en tvåvingeart som beskrevs av Rocha-e-silva, de M. D'a. Lopes och Della Lucia 1999. Cyrtophleba pollyclari ingår i släktet Cyrtophleba och familjen parasitflugor. Inga underarter finns listade i Catalogue of Life.